# Passalus quitensis
Passalus quitensis es una especie de coleóptero de la familia Passalidae.

## Distribución geográfica
Habita en Ecuador.